# ويليام سكوت (عسكري)
ويليام سكوت (بالإنجليزية: William Scott)‏ هو عسكري أمريكي، ولد في 6 أبريل 1839 في غروتون في الولايات المتحدة، وتوفي في 17 أبريل 1862 في يوركتاون ‏ في الولايات المتحدة.